# Baucalis
Baucalis, chiamata anche Boukolou o Baukalis, era un quartiere storico dell'antica città di Alessandria d'Egitto, dove si dice che San Marco sia stato martirizzato. È anche il luogo in cui Ario (in greco: Ἄρειος, 250 d.C. o 256-336) fu presbitero e sacerdote cristiano.

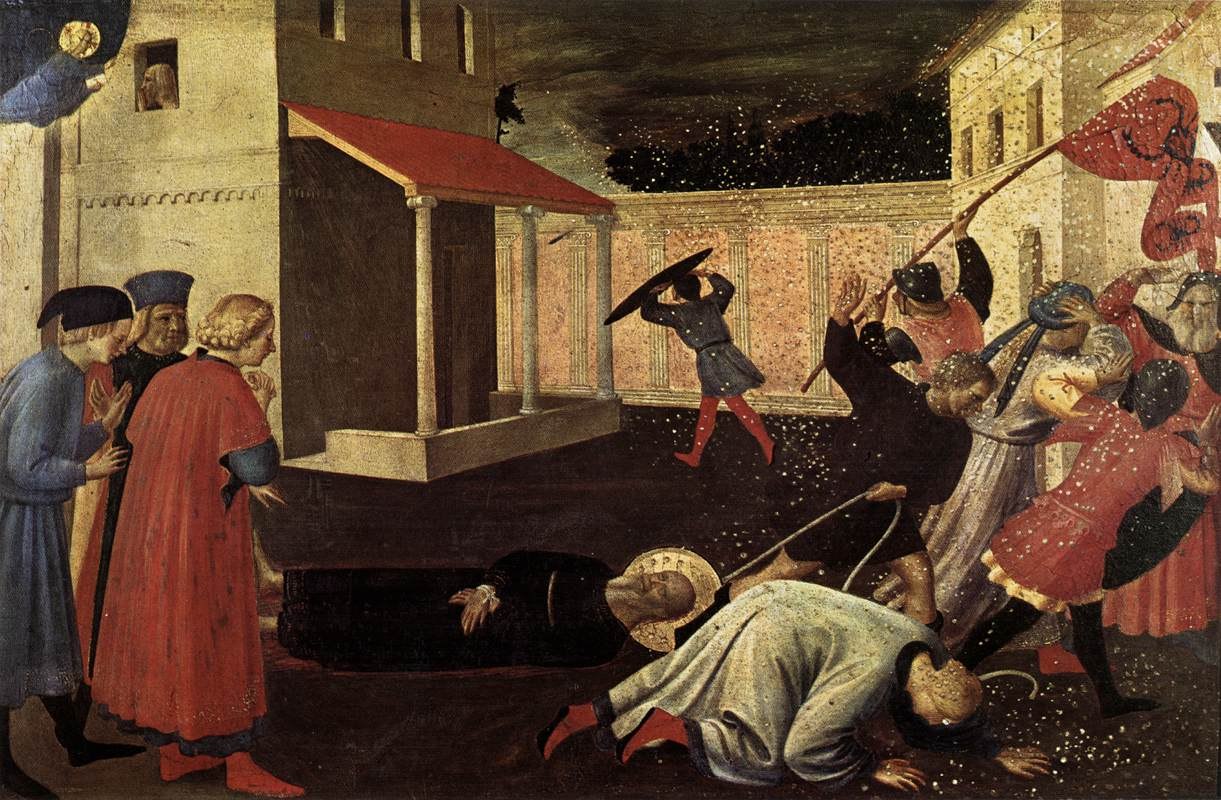
Il Martirio di San Marco di Beato Angelico

La tradizione della Chiesa copta sostiene che la città di Alessandria sia stata evangelizzata per la prima volta da San Marco. I primi cristiani costruirono una chiesa per Marco a Baucalis. Secondo la tradizione, San Marco fu assalito da una folla di pagani la domenica di Pasqua del 68 d C nella chiesa di Baucalis, trascinato per le strade e martirizzato. 

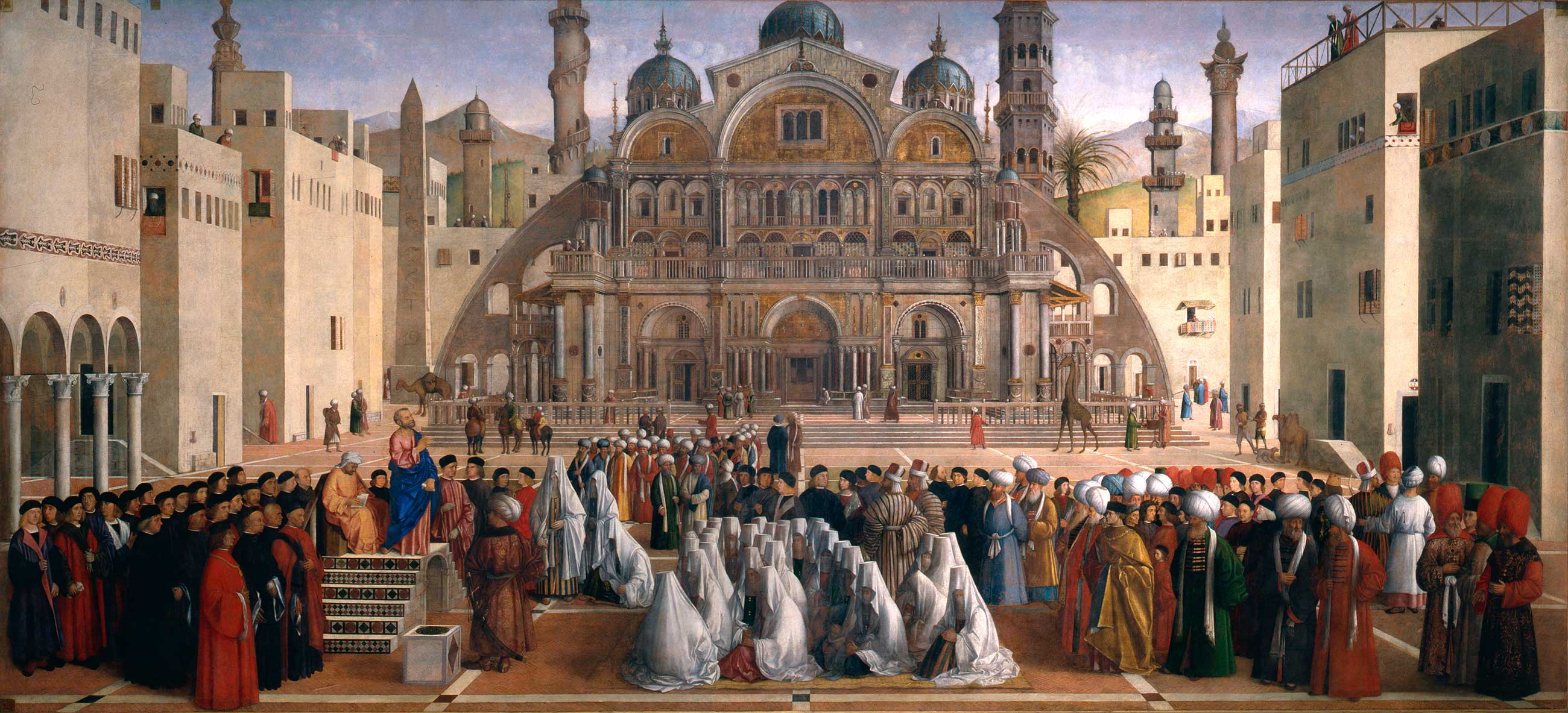
Il sermone di San Marco ad Alessandria di Gentile Bellini e Giovanni Bellini

I suoi seguaci riuscirono a salvare il suo corpo e a deporlo in una tomba sotto l'altare della chiesa. Gli Atti di San Marco riportano che la chiesa di Baucalis fu "costruita nell'area in riva al mare sotto le rupi chiamate 'Boukolou'". Ci sono alcune indicazioni che la chiesa sia stata costruita sul sito di un precedente santuario di Serapide.
La tradizione copta racconta anche che il suo corpo era ancora a Baucalis fino al 311 dC, quando il patriarca Pietro d'Alessandria fu martirizzato nello stesso luogo. Secondo il Martirio di San Pietro (Acta o Passio Sancti Petri ), i tribuni che lo avrebbero poi fatto decapitare gli permisero di visitare prima la tomba di San Marco nel "luogo chiamato Boukolou". Pregò san Marco per la sua intercessione, perché fosse gioiosamente martirizzato. Usciti dalla tomba, i tribuni lo decapitano in una zona poco a sud del Martirio di Marco.
Successivamente, i Patriarchi di Alessandria furono eletti presso la Chiesa di Baucalis, come la chiesa più antica della città. La chiesa originaria di Baucalis fu abbandonata intorno al V secolo e la sua esatta posizione storica è sconosciuta. Alcune speculazioni si concentrano sull'area intorno all'attuale ubicazione del Collegio di San Marco, dell'epoca degli anni '20.
Ario, figlio di Ammonio, venne nominato presbitero per il distretto di Baucalis nel 313. Dopo la sua condanna nel 321, Ario si ritirò in Palestina con l'appoggio di Eusebio di Cesarea.